# 구글 이미지

로고

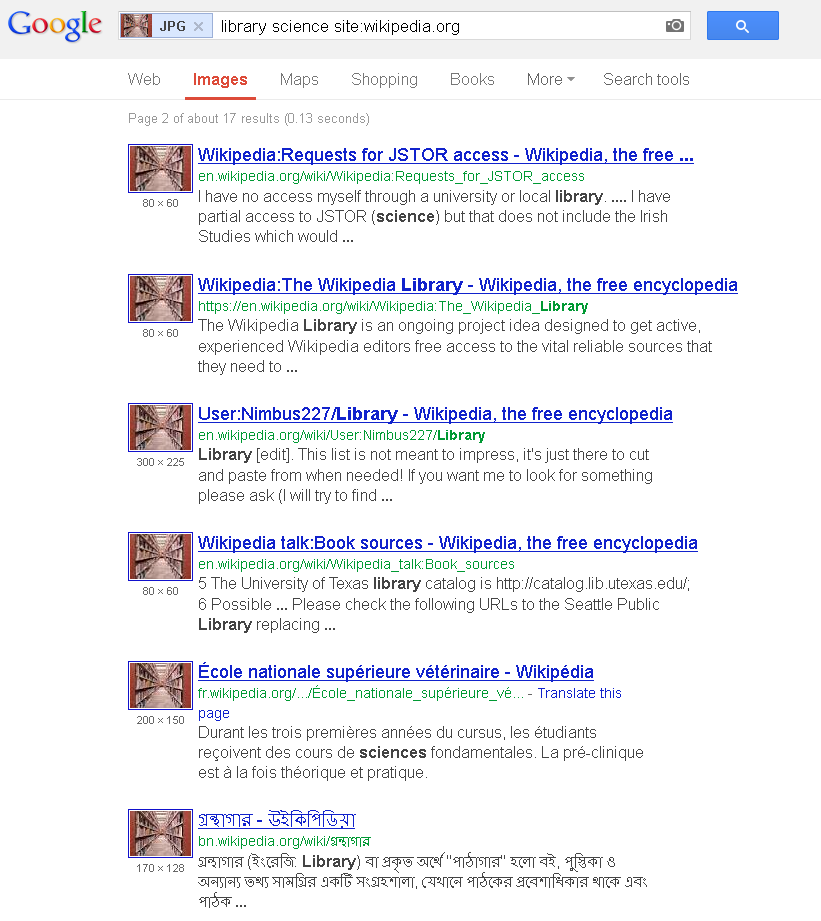

구글 이미지(Google Images)는 구글이 제작하여 2001년 7월에 선보인 검색 서비스로, 이미지 콘텐츠를 찾기 위해 웹을 검색하도록 도와준다. 그림을 검색할 때 일치하는 각 그림의 섬네일이 나타난다. 사용자가 섬네일을 클릭하면 그림은 웹사이트 위의 상자로 표시된다. 이 때 사용자는 상자를 닫고 웹사이트를 검색하거나 완전한 크기의 그림을 볼 수 있다.

## 같이 보기
- 구글 검색

## 참조
1. ↑  Zipern, Andrew. "A Quick Way to Search For Images on the Web." New York Times. 12 July 2001. Retrieved 13 September 2009.